# 1-й Подольский переулок
Пе́рвый Подо́льский переу́лок — переулок, расположенный в Южном административном округе города Москвы на территории Даниловского района.

## История
Переулок является единственным сохранившимся из нескольких существовавших некогда номерных переулков, примыкавших к Подольскому шоссе, в свою очередь получившему название как участок трассы (вливающейся в Варшавское шоссе), ведущей на юг через старинный город Подольск на Пахре.

## Расположение
Проходит от Подольского шоссе на юго-восток, поворачивая затем на восток, до Павловской улицы.

## Транспорт

### Наземный транспорт
По 1-му Подольскому переулку не проходят маршруты наземного общественного транспорта. У западного конца переулка, на Подольском шоссе, расположена остановка «Даниловский рынок» автобусов м9, м86, с932, н8.

### Метро
- Станция метро  Тульская Серпуховско-Тимирязевской линии — юго-западнее переулка, между Большой Тульской улицей, Большим Староданиловским, Холодильным и 1-м Тульским переулками

### Железнодорожный транспорт
- Платформа Тульская Павелецкого направления МЖД — юго-западнее переулка, вблизи пересечения Большой Тульской улицы и Варшавского шоссе